# 佃斎場

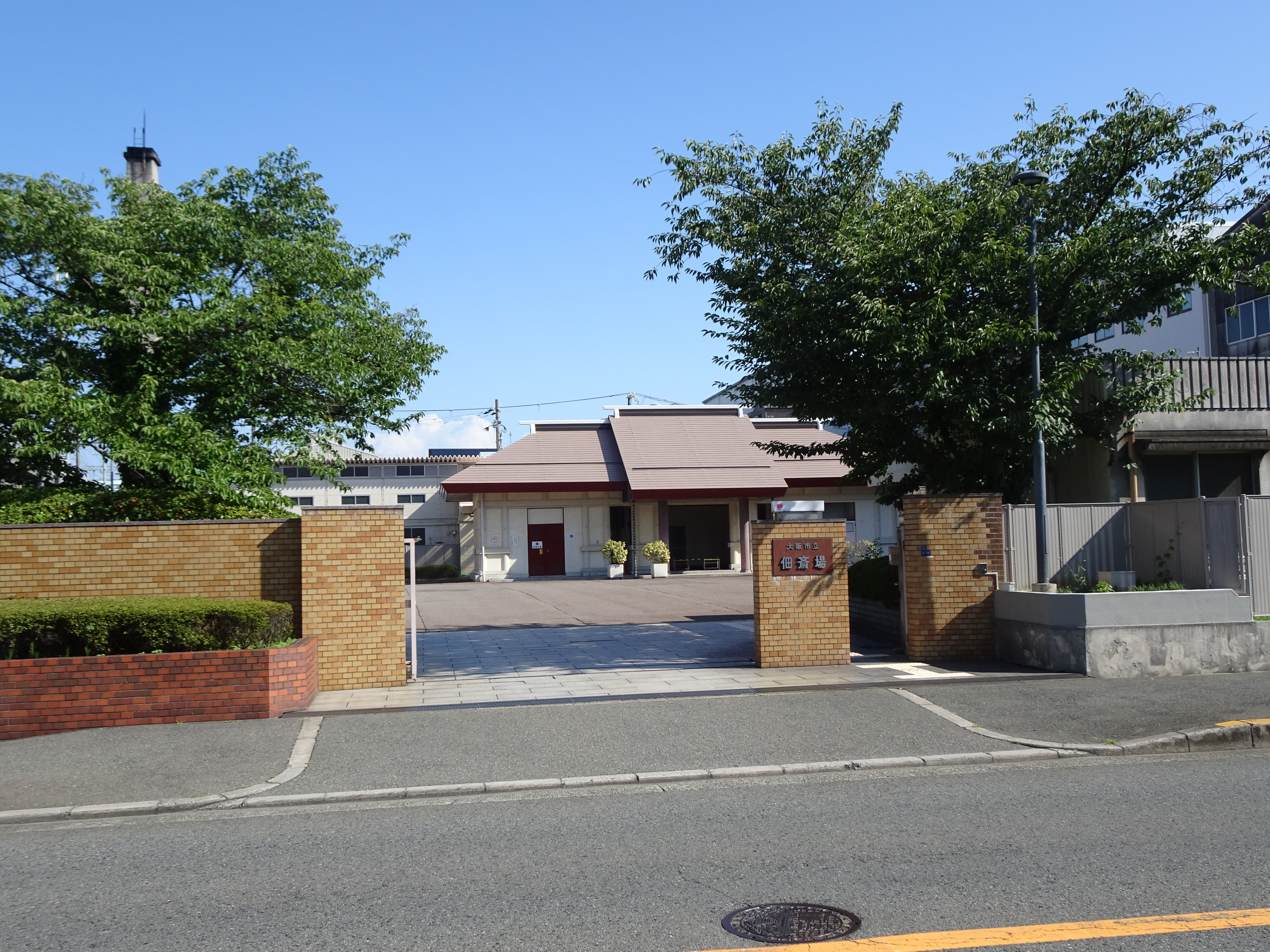
佃斎場

大阪市立佃斎場（おおさかしりつつくださいじょう）は、大阪市西淀川区佃6丁目4番18号にある斎場・火葬場である。

## 概要
敷地面積  3091㎡
建築面積   761.48㎡
交通 阪神なんば線出来島駅北へ800m
　　大阪シティバス佃六丁目下車東へ100m

### 施設概要
火葬炉と付随する処理装置は後部にある鉄骨スレート葺きの建物内にあり、大阪市立の斎場では唯一煙突による排気を行う。
火葬炉  前室無し灯油燃料使用４基
待合室あり
葬儀が行える斎場が１室備わって居る。
煙突は鉄骨スレート葺きの建屋から配管で繋がれた少し離れた場所にあり高さ約20m程あり、火葬初期段階には煙突から煙が5分～10分程度排出される。時折真横を高架で通る阪神なんば線の車窓から先端に近い視界に見る事が出来る。
現在当斎場と大正区の小林斎場のみ灯油燃料使用になって居るが、大規模災害時に火葬業務が迅速に行われる為に他の斎場で使用する都市ガスを敢えて使用しないと見られる。2022年に小林斎場の改築の構想が上がり、炉数が10基備える現斎場を14基に増強する際に燃料を都市ガスに変更し、その工事完成後、当斎場を休止又は廃止するという検討段階になっている。

## 沿革
1980年代に現在の様な茅葺き屋根風の葬儀場を設けた。